# Jan van Miggrode
Jan van Miggrode (ook wel Johannes of Joannes van Miggrode) (Aalst, 1531 - Veere, 6 mei 1627) was pastoor en predikant. Hij wordt wel de Hervormer van Zeeland genoemd.
Van Miggrode werd geboren uit een aanzienlijke familie. In 1564 was hij kanunnik en pastoor in de parochie van Onze-Lieve-Vrouwe ter Sneeuw in de Grote Kerk Veere. Hij was steeds meer de Hervormingsbeweging toegedaan en toen in 1566 dat steeds gevaarlijker werd vluchtte hij naar Engeland. In 1568 werd hij door Alva in de ban gedaan. In Engeland was hij stichter en predikant van de Nederlandse Hervormde Kerk in Colchester. Omstreeks mei/juni 1572 keerde hij terug naar Veere en begon met zijn werkzaamheden in het belang van de Hervorming. Hij werd predikant te Veere en was betrokken bij de oprichting van de Classis van Walcheren (1574).
Johannes van Miggrode was gehuwd met Jacomijntje Gijsberts. Zijn zoon Jacobus van Miggrode (geboren in 1573) was predikant, o.a. te Middelburg (1625-1645).